# Il padrone delle ferriere (film 1919)
Il padrone delle ferriere è un film del 1919 diretto da Eugenio Perego. È ispirato al romanzo dal titolo Le Maitre des Forges del 1882 di Georges Ohnet.
Nel 1959 il regista Anton Giulio Majano ne realizzò un omonimo rifacimento sonoro in Technicolor, con Antonio Vilar e Virna Lisi come interpreti principali.